# Siphona flavipes
Siphona flavipes là một loài ruồi trong họ Tachinidae.